# アンプティパ
株式会社アンプティパは、東京都杉並区に本社を置く日本の企業。主に障害者向けの転職・就職支援（個人向け）・人材紹介（法人向け）・雇用支援（法人向け）事業を展開している。

## 本社所在地
- 東京都杉並区井草2-15-18
ピアコートTM下井草101

## 事業
・働きたいと思っている障がいをお持ちの方々への就職支援

・働くことができるか、不安や心配がある障がいをお持ちの方々への情報提供・相談業務

・障がい者採用を検討される企業への人材紹介事業

・障がい者雇用を長期的に、安定させたいとお考えの企業への雇用支援事業

・障がいの有無だけでなく、年齢が高くても、働く意欲のある方々と共に、社会参加を推進する事業

## 沿革
- 2017年4月5日 - 株式会アンプティパを東京都杉並区に設立。
- 2023年10月1日　適格請求書発行事業者登録　登録番号：T2011301023067